# Wanted (песня Хантера Хейза)
«Wanted» — песня американского кантри-певца Хантера Хейза, которая была выпущена в марте 2012 года в качестве второго сингла с дебютного альбома Hunter Hayes под лейблом Atlantic Records. Хантер написал её совместно с Троем Верджисом. Песня получила номинацию Лучшее сольное исполнение кантри-композиции на 55-й церемонии «Грэмми».

## Предыстория
Хантер говорил для Taste of Country о написании песни: «В то время я пытался сказать кому-то что-то, но я не мог понять, как правильно это сделать. Таким образом, я захотел сказать это в песне, потому что знал — это будет намного более впечатляюще. Я хотел сказать как хорошо нам вместе, и я чувствовал, что от этого мне становится лучше».

## Отзывы критиков
Билли Дюкс из Taste of Country дал четыре с половиной звезды из пяти возможных, написав «Это зрелая лирика, которая будет окутывать сердца слушательниц канти музыки по всей стране». Он добавил: «Это узнаваемая, ничем особым не примечательная и легко запоминающаяся мелодия, которая в то же время не слащавая». Мэтт Бьорк из Roughstock дал песне пять звёзд из пяти возможных и написал: «В то время как 'Storm Warning' был отличным стартовым прыжком, 'Wanted' это песня, которая сделает Хантера одним из самых талантливых артистов, появившихся за последние годы — Именно! — за последние годы».

## Музыкальный видеоклип
Музыкальный видеоклип, режиссёром которого является тандем BirdMachineBird, был представлен в начале марта 2012 года. Видео выиграло в номинации Лучший музыкальный видеоклип на церемонии American Country Award в 2012 году.

## Коммерческий успех
27 февраля 2012 года композиция «Wanted» появилась в американском чарте Billboard Hot Country Songs на 57 месте. 12 мая 2012 года она вошла в чарт Billboard Hot 100 на 99 позиции. 15 сентября песня дебютировала на 100 месте в канадском чарте Canadian Hot 100. 29 сентября композиция «Wanted» стала первым синглом в музыкальной карьере Хантера Хейза, занявшим верхнюю строчку кантри чарта. Двадцать одну неделю спустя, она снова вернулась на первое место этого чарта. Хантер стал самым молодым сольным певцом (на три месяца и одну неделю), возглавившим чарт Hot Country Songs и побив рекорд установленный в 1973 году Джонни Родригесом с песней «You Always Come Back to Hurting Me». Также сингл «Wanted» дебютировал на 40 месте в американском чарте Billboard Adult Pop Songs 17 ноября 2012 года. Суммарные продажи песни в США превышают отметку 2,170,000 копий.
| Чарт (2012-13)                      | Высшее место |
| ----------------------------------- | ------------ |
| Канада (Billboard Canadian Hot 100) | 27           |
| США (Billboard Hot 100)             | 16           |
| США (Billboard Pop Airplay)         | 23           |
| США (Billboard Hot Country Songs)   | 1            |
| США (Billboard Adult Pop Airplay)   | 12           |
| США Adult Contemporary (Billboard)  | 19           |

### Позиции в годовых чартах
| Чарт (2012)                   | Позиция |
| ----------------------------- | ------- |
| США Billboard Hot 100         | 52      |
| США Country Songs (Billboard) | 20      |
| США Digital Songs             | 50      |

## Сертификаты
| Регион | Сертификация  | Продажи   |
| --- | ------------- | --------- |
| Канада (Music Canada) | Платиновый    | 80,000^   |
| США (RIAA) | 2× Платиновый | 2,170,000 |
| * Данные о продажах приведены только на основе сертификации. ^ Данные о тиражах приведены только на основе сертификации. |               |           |